# Coppa di Polonia (pallavolo femminile)
La Coppa di Polonia è una competizione pallavolistica per squadre di club polacche femminili, organizzata con cadenza annuale dalla PLS.

## Edizioni
| Edizione         | Edizione                | Podio              | Podio         | Podio              |               |
| Anno             | Sede della finale       | Campione           | Risultato     | Finalista          |               |
| ---------------- | ----------------------- | ------------------ | ------------- | ------------------ | ------------- |
| 1932 Dettagli    | -                       | AZS Varsavia       | -             | HKS Łódź           |               |
| 1933 Dettagli    | -                       | AZS Varsavia       | -             | YMCA Cracovia      |               |
| 1934 Dettagli    | -                       | AZS Varsavia       | -             | HKS Łódź           |               |
| 1935 Dettagli    | -                       | AZS Varsavia       | -             | AZS Lwów           |               |
| 1936 Dettagli    | -                       | AZS Varsavia       | -             | Olsza Cracovia     |               |
| 1937-1949        | -                       | Non disputata      | Non disputata | Non disputata      | Non disputata |
| 1950 Dettagli    | -                       | Spójnia Warszawa   | -             | HKS Łódź           |               |
| 1951 Dettagli    | -                       | Spójnia Warszawa   | -             | HKS Łódź           |               |
| 1952 Dettagli    | -                       | Gedania            | -             | HKS Łódź           |               |
| 1953 Dettagli    | -                       | Gedania            | -             | Spójnia Warszawa   |               |
| 1953-54 Dettagli | -                       | Gedania            | -             | Spójnia Warszawa   |               |
| 1954 Dettagli    | -                       | Gedania            | -             | Spójnia Warszawa   |               |
| 1955-1959        | -                       | Non disputata      | Non disputata | Non disputata      | Non disputata |
| 1959-60 Dettagli | -                       | Wisła Cracovia     | -             | Start Gdynia       |               |
| 1960-61 Dettagli | -                       | Wisła Cracovia     | -             | Gwardia Wrocław    |               |
| 1961-1969        | -                       | Non disputata      | Non disputata | Non disputata      | Non disputata |
| 1969-70 Dettagli | -                       | Start Łódź         | -             | AZS Varsavia       |               |
| 1970-71 Dettagli | -                       | Start Łódź         | -             | Płomień Milowice   |               |
| 1971-72 Dettagli | -                       | Start Łódź         | -             | AZS Varsavia       |               |
| 1972-73 Dettagli | -                       | Kolejarz Katowice  | -             | Płomień Milowice   |               |
| 1973-74 Dettagli | -                       | Start Łódź         | -             | Kolejarz Katowice  |               |
| 1974-75 Dettagli | -                       | Zawisza Sulechów   | -             | Start Łódź         |               |
| 1975-76 Dettagli | -                       | ŁKS                | -             | Siarka Tarnobrzeg  |               |
| 1976-77 Dettagli | -                       | Kolejarz Katowice  | -             | BKS                |               |
| 1977-78 Dettagli | -                       | Start Łódź         | -             | Kolejarz Katowice  |               |
| 1978-79 Dettagli | -                       | BKS                | -             | Start Łódź         |               |
| 1979-1980        | -                       | Non disputata      | Non disputata | Non disputata      | Non disputata |
| 1980-81 Dettagli | -                       | Czarni Słupsk      | -             | Kolejarz Katowice  |               |
| 1981-82 Dettagli | -                       | ŁKS                | -             | Płomień Milowice   |               |
| 1982-83 Dettagli | -                       | Start Łódź         | -             | Czarni Słupsk      |               |
| 1983-84 Dettagli | -                       | Czarni Słupsk      | -             | Wisła Cracovia     |               |
| 1984-85 Dettagli | -                       | Czarni Słupsk      | -             | Płomień Milowice   |               |
| 1985-86 Dettagli | -                       | ŁKS                | -             | Czarni Słupsk      |               |
| 1986-87 Dettagli | -                       | Czarni Słupsk      | -             | BKS                |               |
| 1987-88 Dettagli | -                       | BKS                | -             | Czarni Słupsk      |               |
| 1988-89 Dettagli | -                       | BKS                | -             | Płomień Milowice   |               |
| 1989-90 Dettagli | -                       | BKS                | -             | Płomień Milowice   |               |
| 1990-91 Dettagli | -                       | Czarni Słupsk      | -             | BKS                |               |
| 1991-92 Dettagli | -                       | Pałac Bydgoszcz    | -             | Czarni Słupsk      |               |
| 1992-93 Dettagli | -                       | Chemik Police      | -             | Pałac Bydgoszcz    |               |
| 1993-94 Dettagli | -                       | Chemik Police      | -             | BKS                |               |
| 1994-95 Dettagli | -                       | Chemik Police      | -             | BKS                |               |
| 1995-96 Dettagli | -                       | Calisia            | -             | Chemik Police      |               |
| 1996-97 Dettagli | -                       | Andrychów          | -             | BKS                |               |
| 1997-98 Dettagli | -                       | Calisia            | -             | BKS                |               |
| 1998-99 Dettagli | -                       | Calisia            | -             | Stal Mielec        |               |
| 1999-00 Dettagli | -                       | PTPS               | -             | Stal Mielec        |               |
| 2000-01 Dettagli | -                       | Pałac Bydgoszcz    | -             | BKS                |               |
| 2001-02 Dettagli | -                       | PTPS               | -             | BKS                |               |
| 2002-03 Dettagli | -                       | PTPS               | -             | Gwardia Wrocław    |               |
| 2003-04 Dettagli | -                       | BKS                | -             | Gwardia Wrocław    |               |
| 2004-05 Dettagli | -                       | Pałac Bydgoszcz    | -             | Calisia            |               |
| 2005-06 Dettagli | -                       | BKS                | -             | PTPS               |               |
| 2006-07 Dettagli | -                       | Calisia            | -             | BKS                |               |
| 2007-08 Dettagli | -                       | PTPS               | -             | Calisia            |               |
| 2008-09 Dettagli | Olsztyn                 | BKS                | 3 - 0         | Muszyna            |               |
| 2009-10 Dettagli | Poznań                  | Budowlani Łódź     | 3 - 1         | Muszyna            |               |
| 2010-11 Dettagli | Inowrocław              | Muszyna            | 3 - 2         | BKS                |               |
| 2011-12 Dettagli | Radom                   | Dąbrowa Górnicza   | 3 - 1         | Atom Trefl Sopot   |               |
| 2012-13 Dettagli | Piła                    | Dąbrowa Górnicza   | 3 - 2         | Atom Trefl Sopot   |               |
| 2013-14 Dettagli | Ostrowiec Świętokrzyski | Chemik Police      | 3 - 0         | Muszyna            |               |
| 2014-15 Dettagli | Kędzierzyn-Koźle        | Atom Trefl Sopot   | 3 - 2         | Chemik Police      |               |
| 2015-16 Dettagli | Kalisz                  | Chemik Police      | 3 - 1         | Atom Trefl Sopot   |               |
| 2016-17 Dettagli | Zielona Góra            | Chemik Police      | 3 - 0         | Budowlani Łódź     |               |
| 2017-18 Dettagli | Nysa                    | Budowlani Łódź     | 3 - 0         | ŁKS                |               |
| 2018-19 Dettagli | Nysa                    | Chemik Police      | 3 - 0         | Developres Rzeszów |               |
| 2019-20 Dettagli | Nysa                    | Chemik Police      | 3 - 2         | Developres Rzeszów |               |
| 2020-21 Dettagli | Nysa                    | Chemik Police      | 3 - 1         | Budowlani Łódź     |               |
| 2021-22 Dettagli | Nysa                    | Developres Rzeszów | 3 - 1         | Legionovia         |               |
| 2022-23 Dettagli | Nysa                    | Chemik Police      | 3 - 2         | ŁKS                |               |
| 2023-24 Dettagli | Nysa                    | BKS                | 3 - 2         | ŁKS                |               |

## Palmarès
| Squadra            | Titolo | Edizione                                                                                 |
| ------------------ | ------ | ---------------------------------------------------------------------------------------- |
| Chemik Police      | 10     | 1992-93, 1993-94, 1994-95, 2013-14, 2015-16, 2016-17, 2018-19, 2019-20, 2020-21, 2022-23 |
| BKS                | 8      | 1978-79, 1987-88, 1988-89, 1989-90, 2003-04, 2005-06, 2008-09, 2023-24                   |
| Start Łódź         | 6      | 1969-70, 1970-71, 1971-72, 1973-74, 1977-78, 1982-83                                     |
| AZS Varsavia       | 5      | 1932, 1933, 1934, 1935, 1936                                                             |
| Czarni Słupsk      | 5      | 1980-81, 1983-84, 1984-85, 1986-87, 1990-91                                              |
| Gedania            | 4      | 1952, 1953, 1953-54, 1954                                                                |
| Kalisz             | 4      | 1995-96, 1997-98, 1998-99, 2006-07                                                       |
| PTPS               | 4      | 1999-00, 2001-02, 2002-03, 2007-08                                                       |
| ŁKS                | 3      | 1975-76, 1981-82, 1985-86                                                                |
| Pałac Bydgoszcz    | 3      | 1991-92, 2000-01, 2004-05                                                                |
| Spójnia Warszawa   | 2      | 1950, 1951                                                                               |
| Wisła Cracovia     | 2      | 1959-60, 1960-61                                                                         |
| Kolejarz Katowice  | 2      | 1972-73, 1976-77                                                                         |
| Budowlani Łódź     | 2      | 2009-10, 2017-18                                                                         |
| MKS                | 2      | 2011-12, 2012-13                                                                         |
| Zawisza Sulechów   | 1      | 1974-75                                                                                  |
| Andrychów          | 1      | 1996-97                                                                                  |
| Muszyna            | 1      | 2010-11                                                                                  |
| Atom Trefl Sopot   | 1      | 2014-15                                                                                  |
| Developres Rzeszów | 1      | 2021-22                                                                                  |